# Lasioglossum latilabrum
Lasioglossum latilabrum är en biart som beskrevs av Murao och Osamu Tadauchi 2006. Lasioglossum latilabrum ingår i släktet smalbin, och familjen vägbin. Inga underarter finns listade i Catalogue of Life.